# Линейка

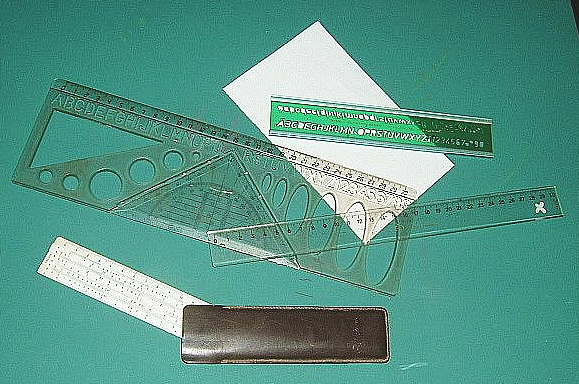
Разновидности линеек

Лине́йка — простейшее средство измерений, как правило представляющий собой узкую деревянную, пластмассовую или стальную пластину, у которой как минимум одна сторона прямая. Обычно линейка имеет нанесённые штрихи (деления), кратные единице измерения длины (сантиметр, миллиметр, дюйм), которые используются для измерения расстояний или длины, линейных размеров, диаметров.
Согласно классификации является многозначной мерой длины (см. штриховая мера длины).

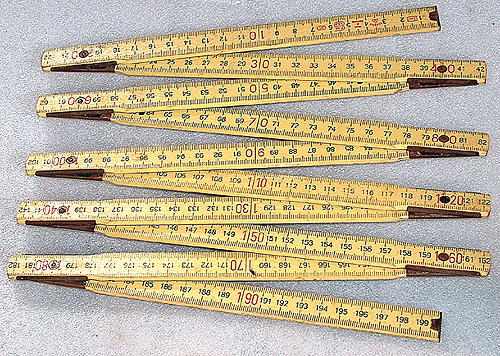
Складная линейка

## История

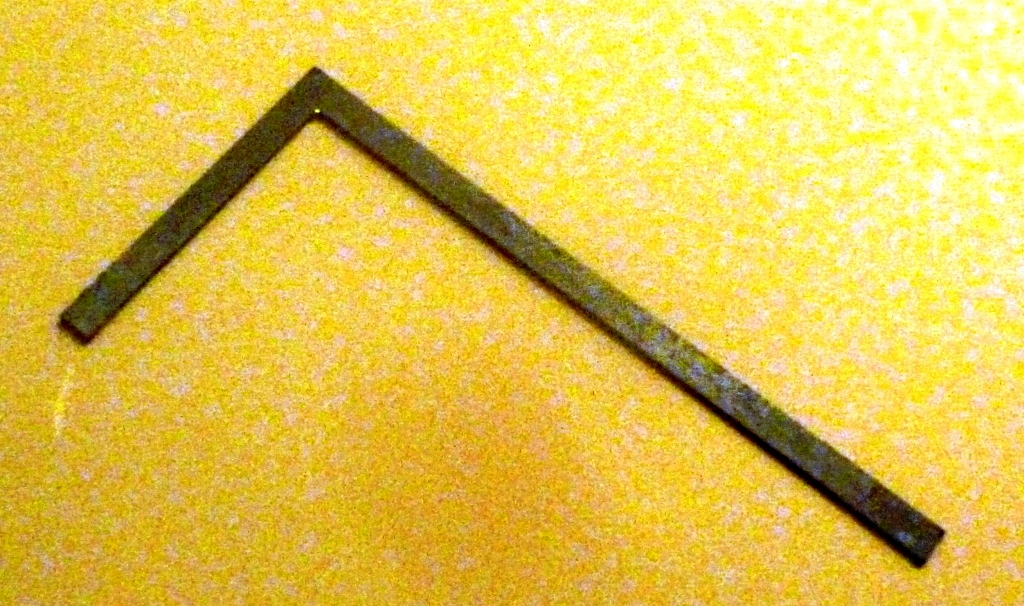
Бронзовая линейка. Династия Хань, 206 г. до н. э. — 220 г. н. э. Раскопки, проведенные в Цзычане, Китай.

В истории измерений использовалось много единиц расстояния, которые были основаны на частях человеческого тела, такие как локоть, хэнд, фут, и эти единицы отличались в разных странах. В конце 18 века начала использоваться метрическая система, она была принята в различной степени почти во всех странах мира.
Самый старый сохранившийся измерительный стержень сделан из медного сплава и датируемый 2650 годом до н. э. и найденный немецким ассириологом Экхардом Унгером при раскопках в Ниппуре. Линейки из слоновой кости использовались цивилизацией долины Инда до 1500 г. до н. э.. В результате раскопок в Лотале (2400 г. до н. э.) была получена одна такая линейка, калиброванная примерно на 1,6 мм. Иан Уайтелав считает, что линейка Мохенджо-Даро делится на части, соответствующие 33,5 мм, а точность делений до 0,5 мм. Древние кирпичи, найденные по всему региону, имеют размеры, соответствующие этим единицам.
В 1851 году Антон Ульрих изобрел складную линейку. Позже, в 1902 году, Фрэнк Хант создал гибкую линейку.

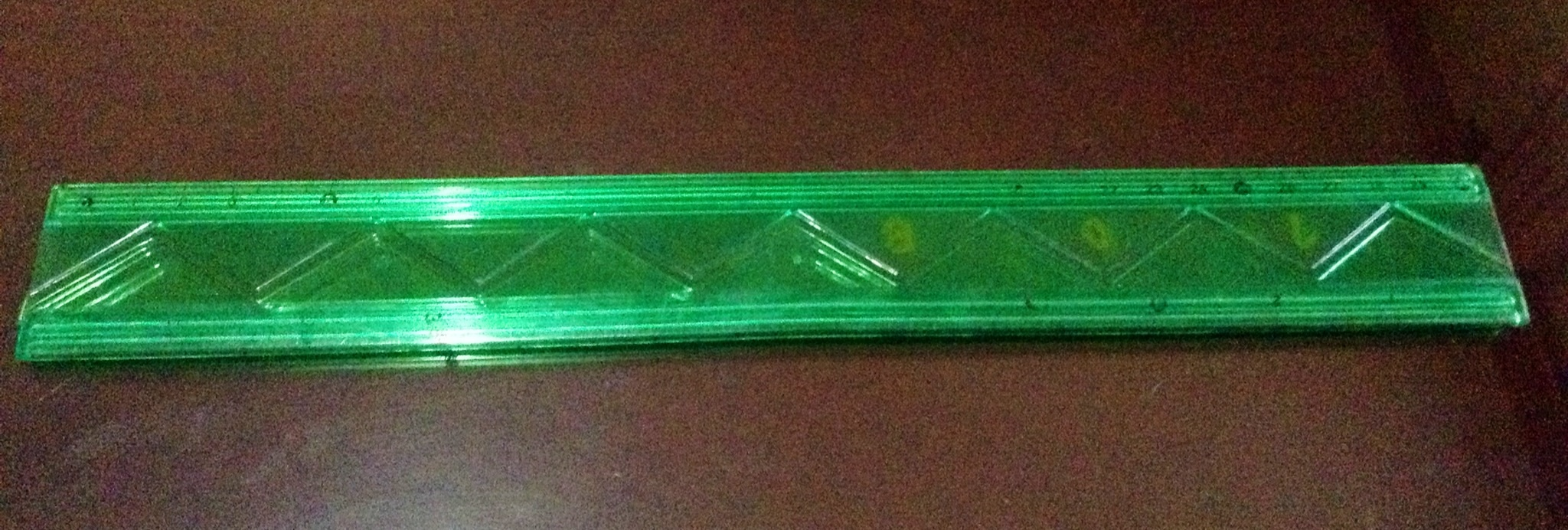
Гибкая линейка

## Типы линеек
В течение длительного времени линейки изготавливались из различных материалов и в различных размерах. Линейки обычно производят из пластика или дерева, реже из металлов. Пластмассы также использовались с момента их изобретения; их можно отливать в форму с помощью маркировки длины, а не писать. 
Металл используется для более долговечных линеек для использования в мастерской; иногда металлическая кромка встроена и в деревянную настольную линейку, чтобы сохранить её при использовании для прямолинейной резки. 30-см линейка полезна в черчении. Более короткие линейки удобны для хранения в малых пространствах. В некоторых случаях необходимы более длинные линейки, например, 46 см. Используются также жесткие деревянные или пластиковые палочки длиной 1 ярд и измерительные палочки длиной 1 метр в качестве однозначной меры длины. Классически для крупных проектов использовались длинные измерительные стержни, замененные рулеткой, колесным землемером или лазерными дальномерами.

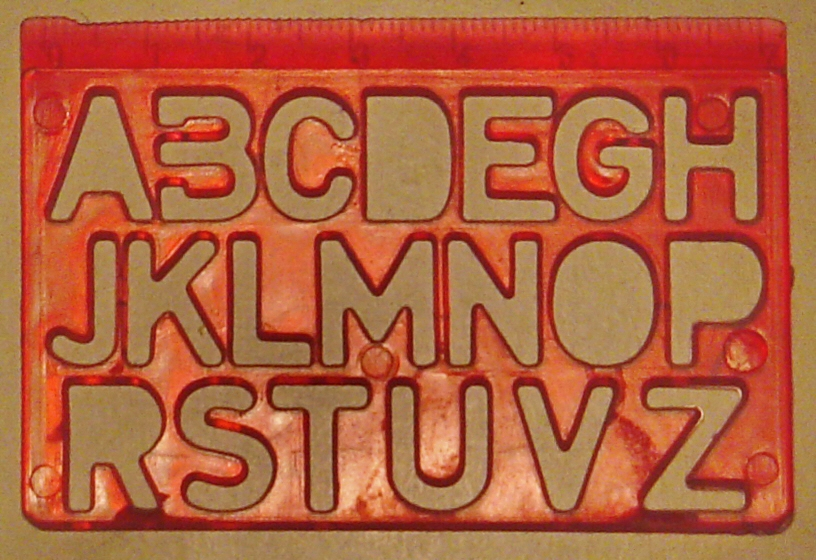
Линейка с трафаретом для черчения букв латинского алфавита.

Настольные линейки используются для трех основных целей: для измерения, для помощи в черчении прямых линий и в качестве прямой направляющей для резки и с помощью лезвия. Практичные линейки по краям имеют метки расстояния.

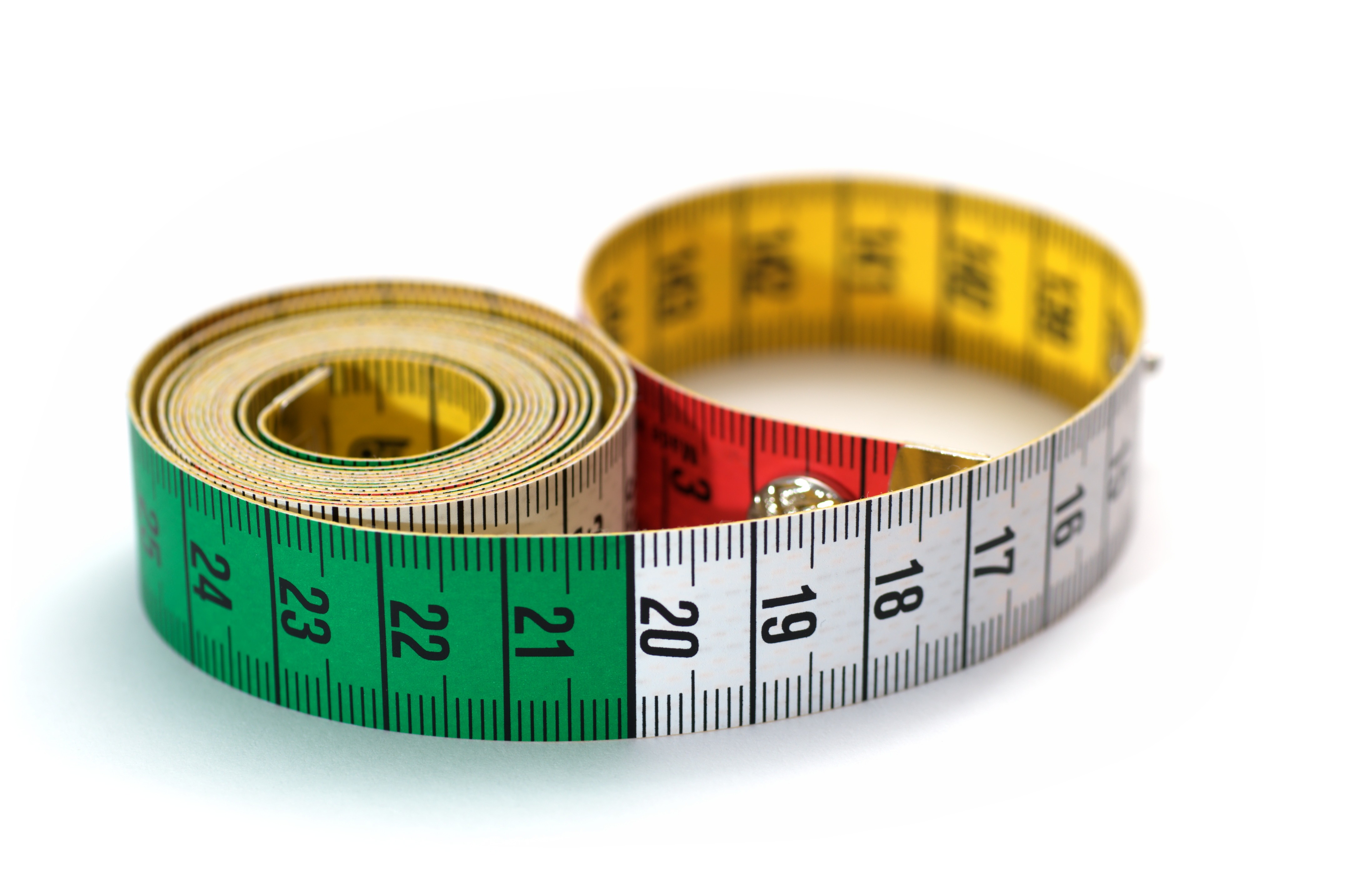
Тканевая рулетка ("сантиметр")

Гибким инструментом измерения длины, который не обязательно является прямым в использовании, является тканевая рулетка. Длина рулетки калибруется в дюймах и сантиметрах. Используется для измерений вокруг твердого тела, например, для измерения талии человека, а также линейных измерений, например, внутренней стороны ноги. Легко сворачивается в рулон, благодаря чему занимает мало места и чаще всего легко помещается в карман или сумку
Правило сокращения предусматривает более крупные деления, чем стандартные меры, для обеспечения усадки отливок из металла. Также может называться как правило сжатия.
Для измерения пикселей на экране компьютера или мобильного телефона можно использовать программу-линейку, также называемой линейкой экрана.

Угольники

В геометрии и картографии линейка используется только для проведения прямых линий, измерение расстояния по линейке считается грубым из-за наличия погрешности от параллакса вносимой толщиной линейки. Для более точного измерения применяют измерительный циркуль, раствор которого затем прикладывают к линейке.
Линейка поперечного масштаба (ЛПМ-1) предназначена для нанесения и определения расстояний на топографических картах и планах.

### Угольник
Угольник — линейка в форме прямоугольного треугольника, как правило, с миллиметровой шкалой и с пустотой в форме уменьшенного подобного треугольника внутри.
Наиболее распространены угольники двух видов: с острыми углами по 30 и 60 градусов и равнобедренными с одинаковыми острыми углами по 45 градусов. Угольники используются в черчении для построения некоторых углов без помощи транспортира. При использовании двух угольников можно построить больший набор углов, прикладывая их друг к другу, например, угол в 75 градусов (30+45), 120 градусов (90+30) и т. д. Также угольник можно использовать для построения параллельных прямых или же горизонтальных либо вертикальных линий, прикладывая его катет по краю листа. Используют для построения углов.

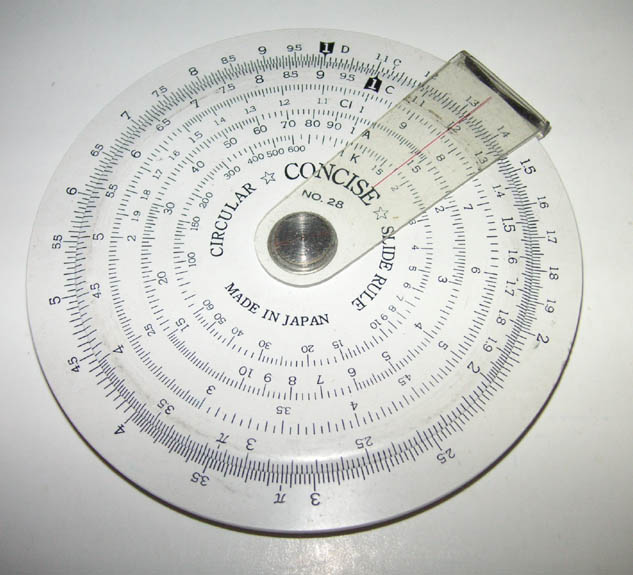
Круговая логарифмическая линейка (логарифмический круг)

### Логарифмическая линейка
Логарифмическая линейка — аналоговое вычислительное устройство, позволяющее выполнять несколько математических операций, в том числе умножение и деление чисел, возведение в степень (чаще всего в квадрат и куб), вычисление квадратных и кубических корней, вычисление логарифмов, потенцирование, вычисление тригонометрических и гиперболических функций и некоторые другие операции. Если разбить вычисление на три действия, то с помощью логарифмической линейки можно возводить числа в любую действительную степень и извлекать корень любой действительной степени.
Стандартная линейка имела длину 30 см, что было удобно для геометрических работ с форматом А4. При этом логарифмические шкалы имели длину 25 см, на концах обычно наносились их обозначения. Реже встречались линейки малого размера со шкалами длиной 12,5 см и большого размера — со шкалами длиной 50 см. Выпускались также круговые логарифмические линейки (логарифмические круги), преимущество которых заключалось в их компактности. До появления электронных калькуляторов этот инструмент служил незаменимым расчётным прибором инженера.

Построение правильного шестиугольника

## Построение с помощью циркуля и линейки
В геометрии линейка без каких-либо отметок может использоваться только для рисования прямых линий между точками. Линейка также используется для составления точных графиков и таблиц.
С помощью линейки и циркуля можно разделить угол на две равные части. Тем не менее, можно доказать, что невозможно разделить угол на три равные части, используя только циркуль и линейку — проблема трисекции угла. Однако, если на линейке допустимы две отметки, проблема становится разрешимой.